# 582910 Tormazsofia
582910 Tormazsofia este o planetă minoră (asteroid) din centura de asteroizi. A fost descoperită pe 17 noiembrie 2011 la Piszkéstetői Obszervatórium⁠(d) de . 
Obiectul prezintă o orbită caracterizată de o semiaxă mare de 2,3759898796048 UAi, o excentricitate de 0,16341827052188, o înclinație de 9,8470639301253 ° în raport cu ecliptica.